# 聶光炎
聶光炎（1933年—），臺灣劇場設計師（舞台設計師、燈光設計師），第三屆國家文藝獎戲劇類得獎者。國立臺北藝術大學名譽博士。

## 生平簡介
出生於上海，16歲時因戰亂與家人失散，虛報歲數加入中華民國國軍，後因病住院；病癒後加入軍中劇團，跟隨部隊輾轉來臺。1953年，聶光炎考入政工幹校第三屆影劇組，受教於李曼瑰、鄧綏寧。
1963年，聶光炎與邱剛健一同入選美國夏威夷大學東西文化中心劇場特殊技術交流計畫，受教於理查·梅遜（Richard Mason），並結識戲劇家楊世彭。
1965年，聶光炎返臺後擔任教官，並在藝術院校執教，後奉調參與中華電視公司籌備工作。1975年，聶光炎決定離職，將所學之劇場新觀念與創新的舞臺美學應用於劇場、舞臺設計。
聶光炎曾為表演工作坊、當代傳奇劇場、雅音小集、蘭陵劇坊、雲門舞集等表演團體設計舞臺、燈光，是第一位涉入傳統戲曲界的劇場設計師。
聶光炎曾受邀為國家兩廳院的舞臺進行主觀測試驗收工作。
2012年，聶光炎入選《世界劇場設計年鑑之1975-1990》，臺灣同時入選者為服裝設計師林璟如。

## 劇場及舞臺設計作品
| 1979 | 白蛇與許仙                     |
| 1979 | 天鵝湖                         |
| 1982 | 遊園驚夢                       |
| 1984 | 竇娥冤牡丹亭波西米亞人         |
| 1985 | 那一夜，我們說相聲魚玄機       |
| 1986 | 暗戀桃花源                     |
| 1990 | 王子復仇記                     |
| 1993 | 樓蘭女陳三五娘                 |
| 1995 | 楊麗花歌仔戲：雙槍陸文龍       |
| 1996 | 京劇啟示錄                     |
| 1997 | 楊麗花歌仔戲：呂布與貂蟬       |
| 1998 | 鄭成功與臺灣                   |
| 2000 | 楊麗花歌仔戲：梁山伯與祝英台   |
| 2007 | 楊麗花歌仔戲：丹心救主         |
| 2012 | 楊麗花終極大戲：薛丁山與樊梨花 |

## 傳記
古碧玲. . 臺北: 時報文化. 2000-12. ISBN 978-9571332772.

## 榮譽
- 1999年 國家文藝獎[6]